# Pink Lake (Rottnest Island)
Pink Lake ist ein Salzsee auf der Insel Rottnest Island im australischen Bundesstaat Western Australia. Im Sommer trocknet er manchmal aus.

## Geografie

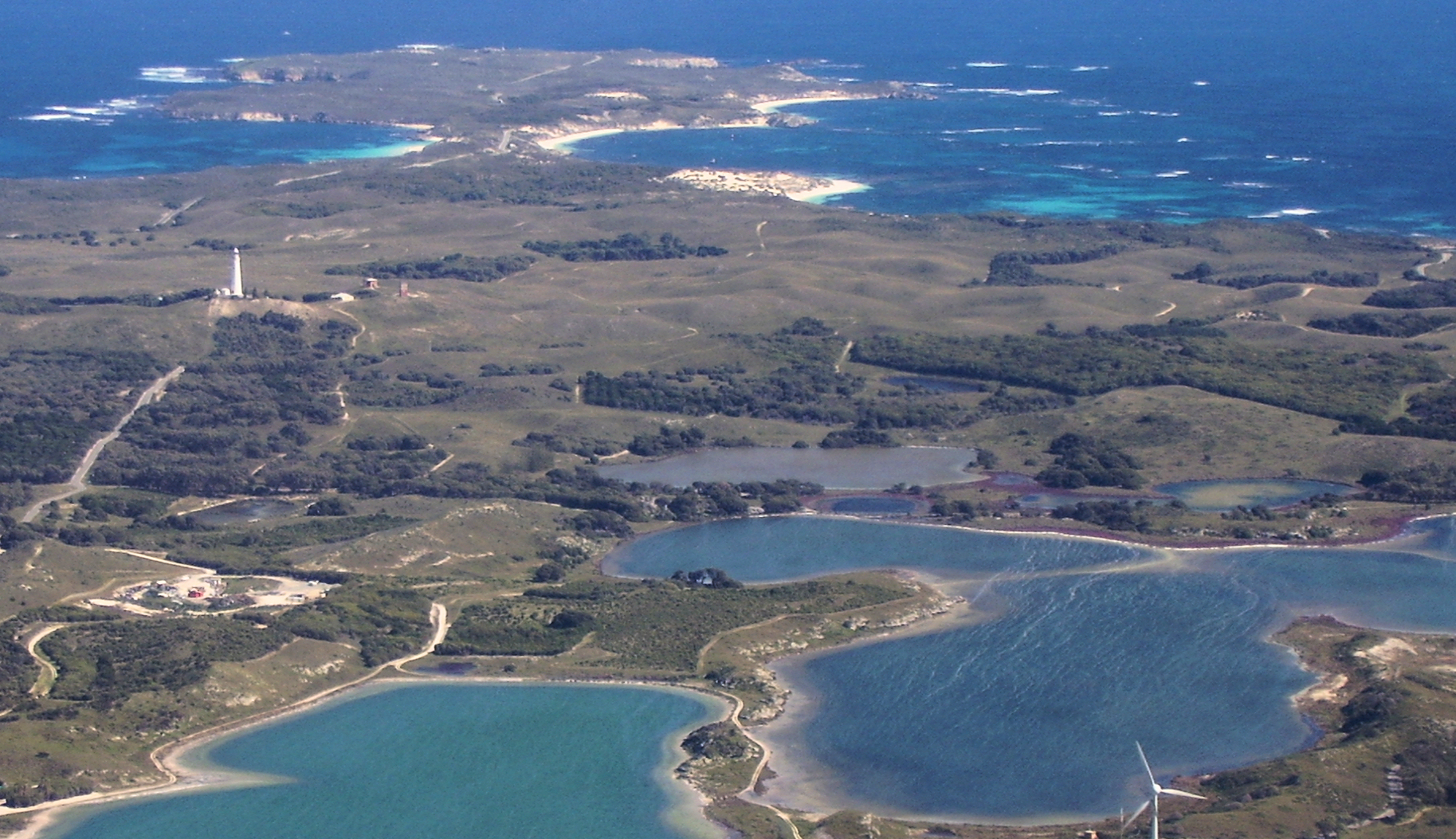
Pink Lake in der Bildmitte hinter dem größeren Lake Vincent

In der Umgebung des Sees liegen weitere Seen Lake Sirius, Lake Negri und Lake Vincent.